# Чемпіонат світу з трекових велоперегонів 2016 — скретч (чоловіки)
Змагання зі скретчу серед чоловіків на Чемпіонаті світу з трекових велоперегонів 2016 відбулись 2 березня 2016. Себастьян Мора виграв золоту медаль.

## Результати
Заїзд розпочавсь о 19:20.
| Місце | Ім'я                | Країна          | Кола відставання |
| ----- | ------------------- | --------------- | ---------------- |
| 1     | Себастьян Мора      | Іспанія         |                  |
| 2     | Ігнасіо Прадо       | Мексика         |                  |
| 3     | Клаудіо Імхоф       | Швейцарія       |                  |
| 4     | Роман Романов       | Білорусь        |                  |
| 5     | Чен Кін Лок         | Гонконг         |                  |
| 6     | Войтєх Гачецки      | Чехія           |                  |
| 7     | Лукас Лісс          | Німеччина       | −1               |
| 8     | Руй Олівейра        | Португалія      | −1               |
| 9     | Крістофер Летем     | Велика Британія | −1               |
| 10    | Фелікс Інгліш       | Ірландія        | −1               |
| 11    | Морено Де Паув      | Бельгія         | −1               |
| 12    | Елія Вівіані        | Італія          | −1               |
| 13    | Роман Гладиш        | Україна         | −1               |
| 14    | Андреас Мюллер      | Австрія         | −1               |
| 15    | Гленн О'Ші          | Австралія       | −1               |
| 16    | Морган Кнайскі      | Франція         | −2               |
| 17    | Джейкоб Дюрінг      | США             | −2               |
| 18    | Роберт Гайнеєв      | Казахстан       | −2               |
| 19    | Адріан Текліньський | Польща          | −2               |
| 20    | Вім Струтінга       | Нідерланди      | −2               |
| 21    | Алекс Фрейм         | Нова Зеландія   | −2               |
| 22    | Джін Спайс          | ПАР             | DNF              |